# Manoir de Cano
Le manoir de Cano est situé à Séné en France.

## Localisation
Le manoir est situé sur le territoire de la commune de Séné, au lieu-dit Cano, dans le département du Morbihan en région Bretagne.

## Description
Le manoir date du XVIe siècle, édifice à un étage carré, plan massé, salle sous charpente, tour d'escalier postérieure, logis à une pièce par étage, construit en moellons de granite. Toiture à longs pans recouverte d'ardoises, pignon découvert. Escalier hors-œuvre : escalier tournant à retours sans jour en charpente.

## Historique
Le manoir est mentionné dès 1427 (à Ollivier Lorbelous) et en 1455, appartenant à Simon Maydo, auditeur des comptes du duc de Bretagne en 1446. Logis peut-être du milieu du XVIe siècle. Porte d'entrée et une fenêtre du rez-de-chaussée modifiées au XIXe siècle, peut-être après 1844. En effet, les cadastres anciens de 1810 et 1844, montrent que le bâtiment comportait une aile en retour (dépendances) aujourd'hui détruite : reprise de l'angle du sud-ouest. Partie supérieure de la tour détruite en 1928, toiture de l'appentis postérieure abaissée sans doute à la même date avec ouverture d'une baie au nord, au premier étage. La façade postérieure fut enduite à cette époque.
Il est inscrit à l'inventaire général du patrimoine culturel en 1989.